# نظرية عمتي
نظرية عمتي هو فيلم مصري من إنتاج عام 2013.
تاريخ عرض الفيلم يوافق عشية عيد الفطر لسنة 1434 هـ.

## القصة
يعمل (حسن الرداد) مذيعًا مشهورًا في أحد برامج التوك شو ذات الجماهيرية الكبيرة، ونتيجة لهذا يتعرض للعديد من المفارقات يسببها له ازدياد عدد معجباته من النساء، يتطور هذا عندما تقع في حبه فتاة تعمل معدة في البرنامج الذي يقدمه، والتي تذهب إلى خبيرة في شؤون الرجال كي تجد لها طريقة للفت نظره، ومن ثم الوقوع في حبها. تتوالى الأحداث مع وقوع العديد من المفارقات الكوميدية.

## طاقم التمثيل
- لبلبة: د. ماجدة شوقي
- حورية فرغلي:سارة
- حسن الرداد:نور فريد
- حسن حسني:كابتن حسن
- تتيانا:مها
- إيناس كامل:إنجي
- يوسف عيد:الحارس محمود
- الهام عبد البديع:رضا
- سما المصري:لولو البرنس

بالاشتراك مع:
| - مجدي السباعي: الصيدلي - أحمد الحلواني: نبطشي الفرح - نادر نور الدين:مخرج البرنامج - سحر كامل:عاملة النظافة - سمير كامل: عم عبده - مصطفى حمزة: مساعد نور - رشا مجدي: فتاة الإستاد - مريم عبد العزيز: فتاة الإستاد - دعاء أمين: فتاة البار - أميرة فرج: العروسة - سيد البطاوي: العريس - أسامة غلوش: الرجل الخليجي | - محب سيدهم: مندوب القناة - صالح الجزار: صديق الجواهرجي - محمد إبراهيم دولا: الصول عبد المغني - زهرة محمد: نبوية - حازم فؤاد:البنا - أيمن المليجي: الجرسون - بيسو: السايس - الراقصة شمس:راقصة الفرح - نسمة المرسي: فتاة الديسكو - هند علي: :فتاة منزل 1 - أمنية مصطفى: فتاة منزل 2 |

## روابط خارجية
- نظرية عمتي على موقع IMDb (الإنجليزية)
- نظرية عمتي على موقع الدهليز
- نظرية عمتي على موقع قاعدة بيانات الأفلام العربية
- نظرية عمتي على موقع قاعدة بيانات الفيلم (الإنجليزية)
- نظرية عمتي على موقع ليتربوكسد (الإنجليزية)